# Famille Fossard
La famille Fossard est un lignage mineur de tenants-en-chef dans le comté du Yorkshire en Angleterre sous la vassalité du seigneur Robert de Mortain durant la période qui suivit la conquête normande de l'Angleterre par Guillaume le Conquérant après sa victoire lors de la bataille d'Hastings. Les Fossard firent édifier le château de Mulgrave qui devint leur fief jusqu'à l'extinction de la baronnie féodale des Mulgrave en 1415 avec la mort sans héritiers de Pierre VIII de Mauley.

## Chronologie
Le nom de Néel Fossard est mentionné dans le Domesday Book, le Livre du Jugement Dernier qui est l'enregistrement du grand inventaire de l'Angleterre qui fut achevé en 1086 pour Guillaume le Conquérant, un an avant sa mort.
- Néel (en latin Nigellus, en anglais Nigel) Fossard (1040-1120), baron de Mulgrave en 1086[2]; Il entre dans le baronnage anglo-normand.
- Robert Fossard, né en 1068 et mort en 1138. Il était le fils de Néel Fossard ;
- Guillaume (en anglais William) Fossard, né en 1108 et mort en 1169, fils de Robert Fossard et père de Néel Fossard ;
- Néel Fossard né en 1146, père de Guillaume Fossard, baron de Mulgrave (1164-1194) ;
- Jeanne (en anglais Joane) Fossard, née entre 1176 et 1182 et décédée en 1220, fille de Robert Fossard, femme de Robert de Turnham ;
- Isabelle de Turnham (1199-1238) épouse Pierre de Mauley.

En 1197, Robert de Turnham se marie avec Jeanne Fossard, fille du baron de Mulgrave, Guillaume Fossard. Ils auront une fille, Isabelle qui se mariera avec un proche de la Cour de Jean sans Terre, Pierre de Mauley, seigneur du Poitou.